# Mbandzeni de Suazilandia
Mbandzeni, también conocido como Dlamini IV (1855 - 7 de octubre de 1889), fue el Rey o Jefe Supremo de Suazilandia entre 1875 y 1889. Fue hijo de Mswati II, elegido como sucesor de su padre tras la muerte de su hermano Ludvonga II, quien murió antes de convertirse en Rey.
Durante su reinado tuvieron lugar los conflictos previos a las guerras de los Bóer y la posterior anexión del reino al Imperio Británico. Todos estos conflictos comenzaron con el descubrimiento de filones de oro en el cercano Transvaal, en el Piggs Peak y en Forbes Reef, hecho que atrajo a muchos europeos. Mbandzeni concedió grandes extensiones de terreno en estas zonas a los nuevos colonos, de forma que animaba a los británicos a ignorar sus demandas sobre la soberanía del resto del país. Aun así, Suazilandia se convirtió en Protectorado británico en 1894.
| Predecesor: Reina Thandile Ndwandwe (Reina Regente) | Rey de Suazilandia 1875-1889 | Sucesor: Reina Tibati Nkambule (Reina Regente) |

- Datos: Q126294